# Захарян Вачаган Самсонович
Вачаган Самсонович Захарян (1911, село Шенаван, тепер марзу Араґацотн, Вірменія — 13 квітня 1973, місто Єреван, тепер Вірменія) — вірменський радянський діяч, секретар ЦК КП(б) Вірменії із кадрів, голова партійної комісії при ЦК КП Вірменії. Депутат Верховної ради Вірменської РСР у 1947—1973 роках. Кандидат історичних наук, доцент.

## Життєпис
Закінчив початкову школу в селі Шенаван. Потім переїхав до міста Ерівань (Єреван).
Член ВКП(б) з 1931 року.
Закінчив історичний факультет Вірменського педагогічного інституту, дворічне відділення інституту марксизму-ленінізму, а також заочне відділення Вищої партійної школи при ЦК ВКП(б).
У 1930-х роках працював завідувачем хати-читальні в Апаранському районі, інструктором Апаранського районного комітету КП(б) Вірменії, завідувачем Апаранського районного відділу народної освіти, 2-м секретарем Апаранського районного комітету КП(б) Вірменії.
У 1939—1942 роках — завідувач віділу кадрів Єреванського міського комітету КП(б) Вірменії; завідувач організаційно-інструкторського віділу Єреванського міського комітету КП(б) Вірменії.
У 1942—1945 роках — заступник завідувача відділу кадрів ЦК КП(б) Вірменії.
У 1945 — 4 листопада 1946 року — секретар ЦК КП(б) Вірменії із кадрів.
У 1946—1952 роках — секретар партійної колегії при ЦК КП(б) Вірменії.
Одночасно керував Вірменським навчально-консультаційним пунктом заочної освіти Вищої партійної школи при ЦК ВКП(б), читав лекції із питань партійного будівництва, був співавтором книги «Нариси історії Комуністичної партії Вірменії».
У 1953 році — завідувач адміністративного відділу ЦК КП Вірменії.
У 1953 — 13 квітня 1973 року — голова партійної комісії при ЦК КП Вірменії.
Помер 13 квітня 1973 року в Єревані. Похований в Єреванському міському пантеоні 16 квітня 1973 року.

## Нагороди
- орден Жовтневої Революції
- орден Трудового Червоного Прапора
- орден «Знак Пошани»
- медалі